# ナッツジョブ リバティパーク奪還作戦!!
『ナッツジョブ リバティパーク奪還作戦!!』は、2017年にアメリカ合衆国、カナダ、韓国で制作されたアニメーション映画。

## 概要
『ナッツジョブ』シリーズの第2作目となる劇場版映画。日本では劇場公開されず、ビデオスルーとなっている。

## あらすじ
リスのサーリー&アンディと小動物達の仲間達はオークトン市のリバティパークで平和に暮らしていた。しかしある日、金儲けを企む悪徳市長がリバティパークを壊し、新たに遊園地を建築しようと動き出す。安住の地を守ろうと遊園地の建設計画を阻止する為、サーリーと仲間達はリバティパークを救う事が出来るか!?

## 登場キャラクター
サーリー
声 - 森久保祥太郎、上間江望（幼少期）/ウィル・アーネット
アンディ
声 - 新田恵海/キャサリン・ハイグル
プレシャス
声 - 浅井晴美/マーヤ・ルドルフ
マルドーン市長
声 - 鶴岡聡/ボビー・モナハン
ヘザー
声 - 大橋彩香/イザベラ・モナー
ガンター
声 - 市橋尚史/ピーター・ストーメア
シェイミー
声 - かとう有花/カリ・ウォールグレン
レッド・ライン
声 - 引坂理絵/ロブ・ティングラー
ミスター・フェン
声 - 柴田秀勝/ジャッキー・チェン